# Hustler (Wisconsin)
Hustler è un villaggio degli Stati Uniti d'America, situato in Wisconsin, nella contea di Juneau.